# Prêmio Grande Otelo du meilleur film
Le Prêmio Grande Otelo du meilleur film (Prêmio Grande Otelo de Melhor Longa-metragem de Ficção) est une récompense cinématographique brésilienne décernée chaque année depuis 2002 par l'Academia Brasileira de Cinema, laquelle décerne également tous les autres Prêmio Grande Otelo do Cinema Brasileiro.

## Palmarès

### Années 2000
- 2000 : Orfeu de Cacá Diegues[1],[2]
  - Amor & Cia d'Helvécio Ratton
  - Por Trás do Pano de Luiz Villaça
  - O Primeiro Dia de Walter Salles
  - Um Copo de Cólera d'Aluizio Abranches
- 2001 : La Vie peu ordinaire de Dona Linhares (Eu, Tu, Eles) d'Andrucha Waddington[3],[4]
  - O Auto da Compadecida de Guel Arraes
  - Castelo Rá-Tim-Bum de Cao Hamburger
  - Cronicamente Inviável de Sérgio Bianchi
  - Santo Forte de Eduardo Coutinho
- 2002 : La Bête à sept têtes (Bicho de Sete Cabeças) de Laís Bodanzky
  - Lavoura Arcaica de Luiz Fernando Carvalho
  - Bufo & Spallanzani de Flávio R. Tambellini
  - Domésticas de Fernando Meirelles et Nando Olival
  - O Xangô de Baker Street de Miguel Faria Jr.
- 2003 : La Cité de Dieu (Cidade de Deus) de Fernando Meirelles
  - Houve Uma Vez Dois Verões de Jorge Furtado
  - Madame Satã de Karim Aïnouz
  - O Invasor de Beto Brant
  - Dias de Nietzsche em Turim de Júlio Bressane
- 2004 : L'Homme qui photocopiait (O Homem que Copiava) de Jorge Furtado
  - Carandiru de Hector Babenco
  - Amarelo Manga de Cláudio Assis
  - Separações de Domingos de Oliveira
  - Lisbela e o Prisioneiro de Guel Arraes
- 2005 : Cazuza - O Tempo Não Para (pt) de Walter Carvalho et Sandra Werneck[5],[6]
  - Contra Todos de Roberto Moreira
  - Narradores de Javé d'Eliane Caffé
  - L'Autre côté de la rue (O Outro Lado da Rua) de Marcos Bernstein
  - Le Rédempteur (Redentor) de Cláudio Torres
- 2006 : Cinéma, Aspirines et Vautours (pt) (Cinema, Aspirinas e Urubus) de Marcelo Gomes[7],[8]
  - Árido Movie de Lírio Ferreira
  - Bendito Fruto de Sérgio Goldenberg
  - Crime Delicado de Beto Brant
  - Cidade Baixa de Sérgio Machado
  - La Maison de sable (Casa de Areia) d'Andrucha Waddington
  - 2 Filhos de Francisco de Breno Silveira
  - Se Eu Fosse Você de Daniel Filho
- 2007-2008 : L'Année où mes parents sont partis en vacances (O Ano em que Meus Pais Saíram de Férias) de Cao Hamburger[9],[10]
  - Baixio das Bestas de Cláudio Assis
  - O Cheiro do Ralo de Heitor Dhalia
  - Le Ciel de Suely (O Céu de Suely) de Karim Aïnouz
  - Troupe d'élite (Tropa de Elite) de José Padilha
- 2009 : Estômago de Marcos Jorge[11],[12]
  - Blindness (Ensaio sobre a Cegueira) de Fernando Meirelles
  - Les Toilettes du pape (O Banheiro do Papa) de César Charlone
  - Une famille brésilienne (Linha de Passe) de Walter Salles
  - Meu Nome Não É Johnny de Mauro Lima

### Années 2010
- 2010 : É Proibido Fumar (pt) de Anna Muylaert[13],[14]
  - A Mulher Invisível de Cláudio Torres
  - À Deriva de Heitor Dhalia
  - Divã de José Alvarenga Jr.
  - Se Eu Fosse Você 2 de Daniel Filho
- 2011 : Troupe d'élite 2 (Tropa de Elite 2: o Inimigo agora É Outro) de José Padilha[15],[16]
  - Chico Xavier de Daniel Filho
  - Olhos Azuis de José Joffily
  - 5x Favela, Agora por Nós Mesmos de Cacau Amaral
  - Viajo porque Preciso, Volto porque Te Amo de Karim Aïnouz et Marcelo Gomes
  - As Melhores Coisas do Mundo de Laís Bodanzky
- 2012 : O Palhaço (pt) de Selton Mello[17]
  - Bróder de Jeferson De
  - Assalto ao Banco Central de Marcos Paulo
  - Bruna Surfistinha de Marcus Baldini
  - O Homem do Futuro de Cláudio Torres
- 2013 : Gonzaga: de Pai pra Filho (pt) de Breno Silveira[18],[19]
  - Xingu de Cao Hamburger
  - Corações Sujos de Vicente Amorim
  - Heleno de José Henrique Fonseca
  - Febre do Rato de Cláudio Assis
- 2014 : Faroeste Caboclo (pt) de Rene Sampaio
  - Cine Holliúdy de Halder Gomes
  - Reaching for the Moon (Flores Raras) de Bruno Barreto
  - Les Bruits de Recife (O Som ao Redor) de Kleber Mendonça Filho
  - Tatuagem de Hilton Lacerda
- 2015 : Un loup derrière la porte (O Lobo atrás da Porta) de Fernando Coimbra
  - Getúlio de João Jardim (pt)
  - Au premier regard (Hoje Eu Quero Voltar Sozinho) de Daniel Ribeiro
  - Praia do Futuro de Karim Aïnouz
  - Tim Maia de Mauro Lima